# Sojka chocholatá
Sojka chocholatá (Cyanocitta cristata) je nejhojnějším a nejrozšířenějším druhem sojky v Severní Americe.

## Popis
Dorůstá 22–30 cm, v rozpětí křídel měří 34–43 cm a váží 70–100 g, samci jsou přitom o něco větší než samice. Svrchu je převážně modrá s bílými skvrnami a černými pruhy na křídlech a ocase. Spodinu těla má světlou s o něco tmavším zbarvením na hrudi, kde má také výrazný černý pruh, který se táhne až po temeno. Tmavého zbarvení jsou též končetiny, oči a zobák. Výrazným znakem je také její chocholka na hlavě, kterou vztyčuje při vzrušení nebo vyplašení.

## Rozšíření
Její areál rozšíření zasahuje od jižní Kanady přes střed a východ Spojených států až po Floridu a severovýchod Texasu. Je částečně tažná. Vyskytuje se v celé řadě stanovišť. Preferuje přitom smíšené, bukové a dubové lesy, ale vyskytuje se též v lesích jehličnatých, v parcích i v blízkosti lidských obydlí.

## Biologie
Sojka chocholatá není rychlým letcem (dosahuje rychlosti zhruba 32–40 km/h) a proto bývá na otevřených prostranstvích, kde jí hrozí velké nebezpečí ze strany dravců, velmi ostražitá. Sama však bývá často agresivní k jiným menším ptákům. Po potravě, kterou tvoří různé plody (žaludy, bukvice), semena, malí bezobratlí a v malé míře i ptačí vejce a mláďata, pátrá jak na zemi, tak na stromech. Je zpravidla monogamní. Hnízdo z větví a malých kořenů, následně vystlané peřím, mechem a jiným rostlinným materiálem, staví oba rodiče na stromě nebo na velkém keři. V jedné snůšce je 4–5 vajec, na jejichž 16–18 denní inkubaci se podílí samotná samice. O mláďata, která jsou opeřena ve věku 17–21 dnů, pak následně pečují oba rodiče.